# سان بنینیو کاناوزه
سان بنینیو کاناوزه (به ایتالیایی: San Benigno Canavese) یک کومونه در ایتالیا است که در استان تورین واقع شده‌است. سان بنینیو کاناوزه ۲۲٫۲ کیلومتر مربع مساحت و ۵٬۳۰۷ نفر جمعیت دارد و ۱۹۴ متر بالاتر از سطح دریا واقع شده‌است.